# 江油市长城实验学校
江油市长城实验学校，简称长实，原为江油市长钢子弟校，后与2002年改制脱离相关企业，现为四川省江油市的九年一贯制普通公办学校。长城实验学校现有初中部与小学部，其中初中部有南北两个校区。长城实验学校现有超过两百名教职工与超过四千名学生。

## 初中部
长城实验学校初中部为普通公办初中，分为南校区和北校区。初中部按照九年义务教育的就近入学原则，招收小学毕业生并进行6-9年级教育。

### 南校区
南校区位于江油市长城街道长城社区聚慧路13号，即原长钢子弟校校址。按照就近入学原则，招收本校小学毕业生和部分特长生。

### 北校区
北校区位于江油市三合镇迎宾路93号，为原江油市三合一中，2016年并入长城实验学校。按照就近入学原则，招收三合小学，坚勇实小，逸夫小学，建设路小学，贯山小学的毕业生。

## 小学部
长城实验学校初中部为普通公办小学，位于江油市长城街道长城社区聚慧路13号。小学部按照九年义务教育的就近入学原则，招收长城街道片区学生，进行1-6年级教育。